# Colectomie
Colectomie is in de geneeskunde de naam van een operatie, namelijk de verwijdering van de dikke darm (het colon). Redenen hiervoor kunnen zijn zeer uitgebreide verlittekening, sterke anderszins onbehandelbare ontsteking, aanwezigheid van zeer veel poliepen, diverticulitis, of een kwaadaardige tumor. Meestal zal worden getracht zo veel mogelijk van de dikke darm te sparen en dan bv. een hemicolectomie (verwijdering van de halve dikke darm) uitvoeren.
Soms is het mogelijk de continuïteit van de darm te herstellen, indien niet dan zal er een stoma moeten worden aangelegd.